# Potencjał matrycowy
Potencjał matrycowy, potencjał macierzy, Ψm – siła imbibicyjno-kapilarne z jaką wiązane są cząsteczki wody przez koloidy komórkowe. Siły te występują w ścianie komórkowej oraz  protoplazmie. Przyjmuje wartości ujemne. 
Potencjał matrycowy jest jednym ze składników potencjału wody:
Ψw = Ψp + Ψπ + Ψm
Potencjał matrycowy wpływa na potencjał wody jedynie w komórkach o małej zawartości wody. W sytuacji dobrego uwodnienia komórki ten element potencjału wody jest zaniedbywalny.